# Fussball-Club Rot-Weiß Erfurt 2006-2007
Questa voce raccoglie le informazioni riguardanti il Fussball-Club Rot-Weiß Erfurt nelle competizioni ufficiali della stagione 2006-2007.

## Stagione
Nella stagione 2006-2007 il Rot Weiss Erfurt, allenato da Pavel Dočev, concluse il campionato di Regionalliga nord all'11º posto.

## Rosa
| N. |                     | Ruolo | Calciatore           |
| -- | ------------------- | ----- | -------------------- |
| 1  | Germania (bandiera) | P     | Michael Ratajczak    |
| 2  | Germania (bandiera) | D     | Lars Heller          |
| 3  | Germania (bandiera) | D     | Matthias Holst       |
| 4  | Germania (bandiera) | D     | Thorsten Görke       |
| 5  | Germania (bandiera) | C     | Björn Brunnemann     |
| 6  | Germania (bandiera) | C     | Silvio Pätz          |
| 7  | Germania (bandiera) | C     | Rico Kühne           |
| 8  | Kosovo (bandiera)   | A     | Albert Bunjaku       |
| 9  | Bulgaria (bandiera) | A     | Ivailo Ivanov        |
| 10 | Germania (bandiera) | C     | Moritz Stoppelkamp   |
| 11 | Germania (bandiera) | A     | Ronny Hebestreit     |
| 13 | Germania (bandiera) | D     | Alexander Schnetzler |
| 14 | Germania (bandiera) | D     | Tom Bertram          |
| 15 | Germania (bandiera) | C     | Viktor Pekrul        |
| 16 | Germania (bandiera) | C     | Matthias Peßolat     |

| N. |                         | Ruolo | Calciatore       |
| -- | ----------------------- | ----- | ---------------- |
| 17 | Germania (bandiera)     | D     | Jörn Nowak       |
| 18 | Germania (bandiera)     | C     | Tony Schnuphase  |
| 19 | Germania (bandiera)     | P     | Sebastian Bach   |
| 21 | Germania (bandiera)     | C     | Daniel Brückner  |
| 22 | Germania (bandiera)     | C     | Danny Cornelius  |
| 23 | Germania (bandiera)     | A     | Christian Beck   |
| 25 | Ghana (bandiera)        | A     | Kwaku Afriyie    |
| 27 | Germania (bandiera)     | C     | Łukasz Sosnowski |
| 28 | Germania (bandiera)     | P     | Dirk Orlishausen |
| 29 | Germania (bandiera)     | D     | Robert Stark     |
| 30 | RD del Congo (bandiera) | A     | Dominick Kumbela |
| 31 | Germania (bandiera)     | A     | Martin Ullmann   |
| 32 | Germania (bandiera)     | C     | Rainer Müller    |
| 33 | Germania (bandiera)     | C     | Philip Schubert  |

## Organigramma societario
Area tecnica
- Allenatore: Pavel Dočev
- Allenatore in seconda: Heiko Nowak
- Preparatore dei portieri: Steffen Kraus
- Preparatori atletici:
- Analisi video:

## Calciomercato

### Sessione estiva
| Acquisti | Acquisti           | Acquisti                       | Acquisti |
| R.       | Nome               | da                             | Modalità |
| -------- | ------------------ | ------------------------------ | -------- |
| D        | Alexander Frank    | Template:Calcio Pamir Dushanbe |          |
| C        | Moritz Stoppelkamp | Rot-Weiss Essen                |          |
| C        | Daniel Brückner    | Werder Brema II                |          |
| A        | Albert Bunjaku     | Paderborn                      |          |
| C        | Danny Cornelius    | Wattenscheid 09                |          |
| D        | Thorsten Görke     | Chemnitz                       |          |
| D        | Lars Heller        | RW Oberhausen                  |          |
| C        | Matthias Peßolat   | Energie Cottbus II             |          |

| Cessioni | Cessioni          | Cessioni       | Cessioni |
| R.       | Nome              | a              | Modalità |
| -------- | ----------------- | -------------- | -------- |
| A        | Pavel David       | Dinamo Dresda  |          |
| D        | Stephan Hanke     | Darmstadt      |          |
| A        | Joseph Mensah     | TSV Crailsheim |          |
| C        | Henry Onwuzuruike | TSV Crailsheim |          |
| D        | Justus Six        | Stoccarda II   |          |

### Sessione invernale
| Acquisti | Acquisti         | Acquisti         | Acquisti |
| R.       | Nome             | da               | Modalità |
| -------- | ---------------- | ---------------- | -------- |
| A        | Ivailo Ivanov    | Etăr 1924        |          |
| C        | Łukasz Sosnowski | St. Pauli        |          |
| A        | Kwaku Afriyie    | Holstein Kiel II |          |

| Cessioni | Cessioni        | Cessioni                       | Cessioni |
| R.       | Nome            | a                              | Modalità |
| -------- | --------------- | ------------------------------ | -------- |
| A        | Andrew Aris     | Erfurt Nord                    |          |
| D        | Alexander Frank | Template:Calcio Pamir Dushanbe |          |

## Risultati

### Regionalliga

#### Girone di andata
| Arbitro: | Lupp |

|                  |           |  |
| Görke 16’ (rig.) | Marcatori |  |

| Arbitro: | Seemann |

|                              |           |                            |
| Laumann 13’ Bamba 60’ (rig.) | Marcatori | 24’ Brunnemann 35’ Kumbela |

| Arbitro: | Gerber |

|               |           |                                         |
| Cornelius 83’ | Marcatori | 25’ Reichenberger 31’ (aut.) Brunnemann |

| Arbitro: | Bartsch |

|                                           |           |                         |
| Langeneke 49’ (rig.) Podszus 74’ Cebe 84’ | Marcatori | 2’ Brunnemann 89’ Holst |

| 26 agosto 2006 5ª giornata |  | – turno di riposo |  |  |

| Arbitro: | Seemann |

|  |           |                       |
|  | Marcatori | 29’ Ulich 90’ Vorbeck |

| Arbitro: | Borsch |

|          |           |  |
| Prest 7’ | Marcatori |  |

| Erfurt 16 settembre 2006, ore 14:00 CEST 8ª giornata | Rot-Weiß Erfurt | 0 – 0 referto | Wuppertal | Steigerwaldstadion (2 249 spett.)\| Arbitro: \| Maier \| |
| Arbitro:                                             | Maier           |               |           |                                                          |

| Arbitro: | Bornhöft |

|  |           |            |
|  | Marcatori | 4’ Kumbela |

| Arbitro: | Leicher |

|                           |           |  |
| Schnetzler 4’ Kumbela 46’ | Marcatori |  |

| Arbitro: | Stieler |

|  |           |             |
|  | Marcatori | 23’ Bunjaku |

| Arbitro: | Greth |

|                       |           |                |
| Nowak 45’ Bunjaku 75’ | Marcatori | 50’ Steinwarth |

| Arbitro: | Schößling |

|                          |           |                                                              |
| Spork 34’ Wunderlich 60’ | Marcatori | 17’ (rig.) Bunjaku 29’ Kumbela 32’ Brunnemann 84’ Schnetzler |

| Arbitro: | Zwayer |

|             |           |  |
| Kumbela 43’ | Marcatori |  |

| Leverkusen 8 novembre 2006, ore 19:30 CET 15ª giornata | Bayer Leverkusen II | 0 – 0 referto | Rot-Weiß Erfurt | BayArena (550 spett.)\| Arbitro: \| Fischer \| |
| Arbitro:                                               | Fischer             |               |                 |                                                |

| Arbitro: | Joerend |

|                    |           |               |
| Bunjaku 45’ (rig.) | Marcatori | 10’ Vujanović |

| Arbitro: | Metzger |

|           |           |                |
| Braun 40’ | Marcatori | 13’ Brunnemann |

| Arbitro: | Schalk |

|  |           |                                  |
|  | Marcatori | 32’ Cannizzaro 61’, 76’ Hennings |

| Arbitro: | Metzen |

|  |           |                               |
|  | Marcatori | 38’ (rig.) Görke 87’ Brückner |

#### Girone di ritorno
| Arbitro: | Bippen |

|  |           |                  |
|  | Marcatori | 32’ (rig.) Görke |

| Arbitro: | Schumacher |

|           |           |                |
| Holst 67’ | Marcatori | 54’ Großkreutz |

| Arbitro: | Kempter |

|                                     |           |  |
| Reichenberger 1’, 6’, 14’ Menga 61’ | Marcatori |  |

| Arbitro: | Wagner |

|             |           |              |
| Bertram 31’ | Marcatori | 30’ Feinbier |

| 3 marzo 2007 24ª giornata |  | – turno di riposo |  |  |

| Arbitro: | Weiner |

|                             |           |                |
| Ludwig 38’ (rig.) Ulich 61’ | Marcatori | 70’ Brunnemann |

| Arbitro: | Seemann |

|                         |           |                        |
| Brückner 3’ Bunjaku 39’ | Marcatori | 58’ Probst 63’ Gerster |

| Arbitro: | Kuhl |

|                                              |           |             |
| Bölstler 18’ Damm 57’ Rietpietsch 68’ (rig.) | Marcatori | 49’ Kumbela |

| Arbitro: | Zwayer |

|  |           |            |
|  | Marcatori | 76’ Gordon |

| Arbitro: | Frank |

|  |           |                  |
|  | Marcatori | 15’, 40’ Kumbela |

| Arbitro: | Otte |

|             |           |             |
| Kumbela 60’ | Marcatori | 87’ Schmidt |

| Arbitro: | Steinhaus-Webb |

|                   |           |             |
| Müller 49’ (rig.) | Marcatori | 75’ Bunjaku |

| Arbitro: | Trautmann |

|                |           |  |
| Schnetzler 64’ | Marcatori |  |

| Arbitro: | Fischer |

|                                  |           |                                                                 |
| Bury 15’ Kowalczyk 18’ Zimin 70’ | Marcatori | 52’ Hebestreit 60’ Bertram 66’ Kumbela 73’ Bunjaku 74’ Brückner |

| Arbitro: | Otte |

|                                       |           |               |
| Bunjaku 4’ (rig.), 39’ Hebestreit 17’ | Marcatori | 16’, 68’ Köse |

| Arbitro: | Dittrich |

|               |           |  |
| Vujanović 74’ | Marcatori |  |

| Arbitro: | Stachowiak |

|  |           |                                  |
|  | Marcatori | 54’ Mazingu-Dinzey 61’, 65’ Kuru |

| Amburgo 26 maggio 2007, ore 13:30 CEST 37ª giornata | Amburgo II | 0 – 0 referto | Rot-Weiß Erfurt | Wolfgang-Meyer-Sportanlage (440 spett.)\| Arbitro: \| Bornhöft \| |
| Arbitro:                                            | Bornhöft   |               |                 |                                                                   |

| Arbitro: | Henschel |

|  |           |                  |
|  | Marcatori | 23’ (rig.) Dobrý |

## Statistiche

### Statistiche di squadra
| Competizione      | Punti | In casa | In casa | In casa | In casa | In casa | In casa | In trasferta | In trasferta | In trasferta | In trasferta | In trasferta | In trasferta | Totale | Totale | Totale | Totale | Totale | Totale | DR |
| Competizione      | Punti | G       | V       | N       | P       | Gf      | Gs      | G            | V            | N            | P            | Gf           | Gs           | G      | V      | N      | P      | Gf     | Gs     | DR |
| ----------------- | ----- | ------- | ------- | ------- | ------- | ------- | ------- | ------------ | ------------ | ------------ | ------------ | ------------ | ------------ | ------ | ------ | ------ | ------ | ------ | ------ | -- |
| Regionalliga nord | 50    | 18      | 6       | 6       | 6       | 17      | 21      | 18           | 7            | 5            | 6            | 24           | 23           | 36     | 13     | 11     | 12     | 41     | 44     | -3 |
| Totale            | 50    | 18      | 6       | 6       | 6       | 17      | 21      | 18           | 7            | 5            | 6            | 24           | 23           | 36     | 13     | 11     | 12     | 41     | 44     | -3 |

### Andamento in campionato
| Giornata  | 1 | 2 | 3  | 4  | 5  | 6  | 7  | 8  | 9  | 10 | 11 | 12 | 13 | 14 | 15 | 16 | 17 | 18 | 19 | 20 | 21 | 22 | 23 | 24 | 25 | 26 | 27 | 28 | 29 | 30 | 31 | 32 | 33 | 34 | 35 | 36 | 37 | 38 |
| --------- | - | - | -- | -- | -- | -- | -- | -- | -- | -- | -- | -- | -- | -- | -- | -- | -- | -- | -- | -- | -- | -- | -- | -- | -- | -- | -- | -- | -- | -- | -- | -- | -- | -- | -- | -- | -- | -- |
| Luogo     | C | T | C  | T  |    | C  | T  | C  | T  | C  | T  | C  | T  | C  | T  | C  | T  | C  | T  | T  | C  | T  | C  |    | T  | C  | T  | C  | T  | C  | T  | C  | T  | C  | T  | C  | T  | C  |
| Risultato | V | N | P  | P  |    | P  | P  | N  | V  | V  | V  | V  | V  | V  | N  | N  | N  | P  | V  | V  | N  | P  | N  |    | P  | N  | P  | P  | V  | N  | N  | V  | V  | V  | P  | P  | N  | P  |
| Posizione | 6 | 6 | 10 | 12 | 13 | 16 | 17 | 17 | 15 | 14 | 10 | 9  | 7  | 4  | 4  | 7  | 6  | 8  | 5  | 3  | 6  | 9  | 6  | 11 | 13 | 13 | 13 | 14 | 13 | 13 | 13 | 12 | 10 | 7  | 8  | 8  | 8  | 11 |

Legenda:

Luogo: C = Casa; T = Trasferta. Risultato: V = Vittoria; N = Pareggio; P = Sconfitta.

### Statistiche dei giocatori
| K. Afriyie     | 0  | 0  | 0  | 0 |
| S. Bach        | 0  | 0  | 0  | 0 |
| C. Beck        | 9  | 0  | 0  | 0 |
| T. Bertram     | 31 | 2  | 4  | 0 |
| B. Brunnemann  | 28 | 5  | 8  | 2 |
| D. Brückner    | 33 | 3  | 5  | 0 |
| A. Bunjaku     | 28 | 9  | 4  | 0 |
| D. Cornelius   | 23 | 1  | 3  | 1 |
| A. Frank       | 1  | 0  | 0  | 0 |
| T. Görke       | 20 | 3  | 4  | 0 |
| R. Hebestreit  | 31 | 2  | 5  | 0 |
| L. Heller      | 32 | 0  | 4  | 1 |
| M. Holst       | 30 | 2  | 7  | 1 |
| I. Ivanov      | 10 | 0  | 2  | 0 |
| D. Kumbela     | 28 | 10 | 5  | 1 |
| R. Kühne       | 12 | 0  | 1  | 0 |
| R. Müller      | 1  | 0  | 0  | 0 |
| J. Nowak       | 22 | 1  | 7  | 0 |
| D. Orlishausen | 17 | 0  | 0  | 0 |
| V. Pekrul      | 5  | 0  | 0  | 0 |
| M. Peßolat     | 20 | 0  | 4  | 0 |
| S. Pätz        | 23 | 0  | 2  | 0 |
| M. Ratajczak   | 19 | 0  | 1  | 0 |
| A. Schnetzler  | 34 | 3  | 10 | 0 |
| T. Schnuphase  | 6  | 0  | 2  | 0 |
| P. Schubert    | 2  | 0  | 0  | 0 |
| Ł. Sosnowski   | 5  | 0  | 1  | 0 |
| R. Stark       | 6  | 0  | 2  | 0 |
| M. Stoppelkamp | 21 | 0  | 4  | 0 |
| M. Ullmann     | 1  | 0  | 0  | 0 |